# لويز كالدويل موردوك
لويز كالدويل موردوك (بالإنجليزية: Louise Caldwell Murdock)‏ هي مهندسة معمارية أمريكية، ولدت في 1857، وتوفيت في 1915 في ويتشيتا في الولايات المتحدة.